# کائیاپیت
کائیاپیت یکی از شهرهای استان موروبه، واقع در کشور پاپوآ گینه نو است.